# Chloealtis aspasma
Chloealtis aspasma är en insektsart som beskrevs av Rehn, J.A.G. och Morgan Hebard 1919. Chloealtis aspasma ingår i släktet Chloealtis och familjen gräshoppor. IUCN kategoriserar arten globalt som sårbar. Inga underarter finns listade i Catalogue of Life.